# Плавні (Василівський район)
Пла́вні — село в Україні, у Василівській міській громаді Василівського району Запорізької області. Населення становить 73 осіб (2023 рік).

## Географія
Село Плавні розташоване за 49 км від обласного центру та 18 км від районного центру, на лівому березі Каховського водосховища, вище за течією на відстані 1,5 км сусіднє село Приморське, нижче за течією примикає село Кам'янське. Поруч пролягають автошлях міжнародного значення М18E105 (Харків — Сімферополь) та залізнична лінія Запоріжжя I — Федорівка, станції Плавні, Плавні-Вантажні та зупинний пункт 1138 км.

## Населення

### Мова
Розподіл населення за рідною мовою за даними перепису 2001 року:
| Мова       | Кількість | Відсоток |
| ---------- | --------- | -------- |
| українська | 304       | 92,4 %   |
| російська  | 25        | 7,6 %    |
| Всього:    | 329       | 100 %    |

## Історія
Село засноване 1920 року.
12 червня 2020 року, відповідно до розпорядження Кабінету Міністрів України від № 713-р «Про визначення адміністративних центрів та затвердження територій територіальних громад Запорізької області», увійшло до складу Василівської міської громади.
17 липня 2020 року, в результаті адміністративно-територіальної реформи та ліквідації колишнього Василівського району (1923—2020), село увійшло до складу новоутвореного Василівського району.
Станом на липень 2022 року з 600 мешканців села Плавні залишилися у своїх будинках лише 120 осіб. Населений пункт, з початку російського вторгнення в Україну, перебуває в «сірій зоні». У ньому немає ні газу, ні світла, ні води. Село входить до складу Василівської міської громади, адміністративний центр якої знаходиться в  місті Василівка, яка тимчасово окупована російськими загарбниками наприкінці лютого 2022 року. Незважаючи на регулярні постійні інтенсивні обстріли, мешканці евакуюватися не планують. До села не їздить транспорт, в селі немає магазинів, аби придбати найнеобхідніші продукти харчування. Продуктами забезпечують мешканців села лише волонтери.